# Val d’Anniviers
Val d'Anniviers (niem. Eifischtal) – dolina w Szwajcarii w kantonie Valais, w Alpach Pennińskich. Odchodzi od doliny Rodanu na południe w miejscowości Sierre. W miejscowości Mission rozdziela się na dwie doliny: zachodnią Val de Moiry i wschodnią Val de Zinal.
Od wschodu dolinę ogranicza zachodnia grań masywu Weisshornu, który oddziela ją od doliny Turtmanntal, a od zachodu zachodnia grań masywu Dent Blanche - Cornier, która oddziela ją od doliny Val d'Hérens. Doliną płynie potok Navizence. Wpada on do Rodanu.
W dolinie znajdują się m.in. miejscowości Chandolin, Saint-Jean, Saint-Luc i Vissoie.